# Assistente sanitario
L'Assistente Sanitario o Dottore in Assistenza Sanitaria, secondo l'ordinamento italiano, è un professionista sanitario addetto alla prevenzione, alla promozione e all'educazione della salute. 
Gli assistenti sanitari sono in possesso della laurea triennale in Assistenza sanitaria ed eventualmente anche della laurea magistrale in Scienze delle professioni sanitarie della prevenzione, conseguite presso la facoltà di Medicina e chirurgia, e devono essere iscritti all'albo professionale nel rispettivo ordine denominato 'TSRM-PSTRP'.

## Storia
In Italia la figura dell'assistente sanitario nasce dopo la prima guerra mondiale, grazie alla collaborazione tra la Croce Rossa Americana e la Croce Rossa Italiana, con la nomina a direttrice del Nursing della Commissione anti-tubercolare di miss Mary Garden, la quale promosse l'apertura delle "Scuole di medicina, pubblica igiene e assistenza sociale" per "Assistenti sanitarie visitatrici".
Le prime scuole ad entrare in funzione furono quella di Roma nel 1919, poi Bologna, Firenze, Milano e Torino nel 1920 e Napoli nel 1924. Dopo la fondazione da parte della Croce Rossa americana, le scuole furono guidate da quella italiana, prolungando i corsi dagli iniziali cinque mesi a un anno. 
L'istituzione delle scuole fu autorizzata con il Regio Decreto Legge 15 agosto 1925, n. 1832.

## Competenze ed attività
L'assistente sanitario svolge la sua attività in strutture pubbliche e private, in regime di dipendenza o di libero professionista; contribuisce inoltre alla formazione del personale di supporto, e concorre direttamente all'aggiornamento relativo al proprio profilo professionale. 
È essenziale la sua funzione di educatore alla salute integrando sia gli aspetti sociali che sanitari della vita familiare, scolastica e lavorativa.
Si occupa principalmente della prevenzione primaria della comunità, promuovendo ad esempio le vaccinazioni (pediatriche e degli adulti), eseguendo inchieste epidemiologiche per le diverse malattie infettive e collaborando nella gestione degli screening oncologici.
L'attività dell'assistente sanitario comprende:
- identificazione dei bisogni di salute sulla base dei dati epidemiologici e socio-culturali, individuazione dei fattori di rischio biologici e sociali, responsabilità dell'attuazione e della soluzione degli interventi che rientrano nell'ambito delle proprie competenze
- progettazione, programmazione, attuazione e valutazione degli interventi di educazione alla salute in tutte le fasi della vita della persona
- collaborazione alla definizione delle metodologie di comunicazione, ai programmi ed a campagne per la promozione e l'educazione sanitaria
- formazione e aggiornamento degli operatori sanitari e scolastici per quanto concerne la metodologia dell'educazione sanitaria
- programmi di pianificazione familiare e di educazione sanitaria, sessuale e socio-affettiva
- attuazione di interventi specifici di sostegno alla famiglia, attivazione delle risorse di rete anche in collaborazione con i medici di medicina generale ed altri operatori sul territorio e partecipazione ai programmi di terapia per la famiglia
- sorveglianza, per quanto di sua competenza, delle condizioni igienico-sanitarie nelle famiglie, nelle scuole e nelle comunità assistite e controllo dell'igiene dell'ambiente e del rischio infettivo
- relazione e verbalizzazione alle autorità competenti e proposte di soluzioni operative
- operatività nell'ambito dei Centri congiuntamente o in alternativa con i Servizi di educazione alla salute, negli uffici di relazione con il pubblico
- collaborazione, per quanto di sua competenza, agli interventi di promozione ed educazione alla salute nelle scuole
- partecipazione alle iniziative di valutazione e miglioramento alla qualità delle prestazioni dei servizi sanitari rilevando, in particolare, i livelli di gradimento da parte degli utenti
- concorso alle iniziative dirette alla tutela dei diritti dei cittadini con particolare riferimento alla promozione della salute
- partecipazione alle attività organizzate in forma dipartimentale, sia distrettuali che ospedaliere, con funzioni di raccordo interprofessionale, con particolare riguardo ai dipartimenti destinati a dare attuazione ai progetti-obiettivo individuati dalla programmazione sanitaria nazionale, regionale e locale
- svolgimento delle proprie funzioni con autonomia professionale anche mediante l'uso di tecniche e strumenti specifici
- svolgimento di attività didattico-formativa e di consulenza nei servizi, ove richiesta la sua competenza professionale
- azione sia individuale sia in collaborazione con altri operatori sanitari, sociali e scolastici, avvalendosi, ove necessario, dell'opera del personale di supporto
- Case Manager, ovvero raccordo interprofessionale e tra struttura e territorio. È la figura preferenziale per questo ruolo in quanto possiede le competenze necessarie per conoscere il territorio e l'azienda ospedaliera.

## Ambiti occupazionali
Gli assistenti sanitari, con il conseguimento della laurea triennale, possono esercitare la loro professione, svolgendo le proprie funzioni in autonomia, nelle strutture del Servizio sanitario nazionale, in aziende private o istituti e fondazioni, come dipendenti e/o liberi professionisti. In particolare possono trovare impiego nello staff alla Direzione generale e sanitaria, negli Uffici relazioni con il pubblico, nei Servizi di prevenzione e protezione, nelle Direzioni medico ospedaliere, nei Servizi epidemiologici aziendali e regionali, nei Servizi per la qualità, nel Dipartimento di prevenzione, nei Servizi igiene e Sanità pubblica.
Possono lavorare nei Servizi di prevenzione igiene e sicurezza negli ambienti di lavoro, di Igiene degli alimenti e della nutrizione, nei Servizi di educazione e promozione della salute, nelle Unità operative/Servizi del Distretto socio-sanitario e in quelle orientate alle attività socio sanitarie integrate per l'anziano, il disabile bambino e adulto. I laureati possono inoltre esercitare la professione con i medici di medicina generale e/o i pediatri di libera scelta, nei Servizi territoriali psichiatrici, nei consultori familiari, infanzia e adolescenza, nei servizi per le dipendenze, nell'ambito della pediatria di comunità, nei servizi diabetologici, auxologici e per il sostegno della famiglia e in ambulatori di medici competenti.
Infine, trovano impiego nelle fondazioni, nelle case di cura, nelle residenze sanitarie assistenziali (RSA), nelle sedi regionali del Centro nazionale per la prevenzione e il controllo delle malattie, direzioni regionali della Direzione prevenzione e del lavoro, nelle case circondariali e in penitenziari, nell'Istituto nazionale per l'assicurazione contro gli infortuni sul lavoro (Inail), nella Direzione Provinciale del lavoro.
Gli Assistenti sanitari con il conseguimento della laurea magistrale, trovano occupazione con mansioni dirigenziali e manageriali nelle Aziende Sanitarie private o nelle Aziende Sanitarie del SSN, ad esempio nei Dipartimenti di prevenzione e nelle Direzioni strategiche o sanitarie ospedaliere e di distretto socio sanitario, con possibilità in entrambi i casi di accedere anche alla carriera direttiva.